# 早川二郎
早川 二郎（はやかわ じろう、1906年2月22日 - 1937年11月8日）は、日本の歴史学者。本名は「小出 民声」（こいで みんせい）。

## 略歴
東京府西多摩郡吉野村（現・東京都青梅市）生まれ。1929年3月、東京外国語学校ロシア語科を卒業。プロレタリア科学研究所、唯物論研究会に入り、ソ連事情、ソ連史学の翻訳・紹介をおこなった。のちに日本古代史に関心を広げて研究を進めた。1937年11月8日、奥秩父を登山中、将監小屋で遭難死した。

## 著作

### 著書
- 『日本王朝時代史』白揚社 1933
- 『日本歴史読本』白揚社 1934
- 『古代社会史』(唯物論全書)三笠書房 1936
- 『日本歴史論』白揚社 1937
- 『日本上代文化史』(三笠全書) 三笠書房 1938
- 『日本古代史の研究』白揚社 1947
- 『日本民族の話』岩崎書店 1947
- 『日本文化史ノート』真善美社 1949
- 『早川二郎著作集』全4巻　福富正実, 加藤喜久代編. 未来社

1 (日本歴史とアジア的生産様式論) 1978
2 (日本古代史研究と時代区分論) 1977
3 (日本歴史読本) 1984
4 (古代社会史と日本文化論) 1986

### 翻訳
- カール・マルクス、フリードリツヒ・エンゲルス共著、リヤザーノフ編『共産党宣言』大田黒年男共訳 マルクス主義の旗の下に社, 1930
- ボチヤロフ, ヨアニシアニ 共著『唯物史観世界史教程』白楊社 1932-1933
- スヴェトロフ『日本資本主義の発生』白揚社 1933
- コムアカデミーソヴエート・マルクス主義東洋学者協会 編『「アジア的生産様式」に就いて』白揚社 1933
- コンラード, メシン, ヂューコフ 共著,ソヴェート中央委員会編『日本歴史』白揚社 1934
- サフアロフ『支那社会史 前資本主義時代』白揚社 1934
- パクロフスキー監修『世界原始社会史』白揚社 1934
- ゴルンシユタイン『自然科学概論』大野勤共訳 白揚社 1935
- パクロフスキー監修『原始共産社会』白揚社 1935
- ソヴエート同盟国立物質文化史アカデミー編『考古学概論 N.Y.マル氏の四十五周年紀念論叢に拠る』白揚社 1935
- ソ同盟物質文化史アカデミア編『唯物史観日本歴史』橋本弘毅共訳 白揚社 1936
- マヂヤル『支那の農業経済』白揚社 1936
- スヴェトロフ『明治維新への展望』白揚社 1937
- N.コンラード『奈良時代の土地制度 附・レーニン日本論』白揚社 1937
- サファロフ『近代支那社会史』白揚社 1937
- 『社会主義と宗教』(レーニン重要著作集) 白揚社 1937
- L.A.ボチャロフ, A.Z.ヨアニシアニ『世界史教程 第1 (原始時代-紀元五世紀)』白揚社 1947